# Карог
Ка̀рог (на уелски: Carrog) е малък град в Северен Уелс, графство Денбишър. Разположен е на около 15 km западно от град Ланголен и на около 25 km южно от административния център на графството град Ридин. Има жп гара по линията между Ланголен и Коруен. Населението му е около 2000 жители.